# Evgenia Zabolotskaya
Evgenia (Zhenia) Andreevna Zabolotskaya (1935-2 juin 2020) est une physicienne soviétique et américaine connue pour ses travaux en acoustique non linéaire. Elle a donné son nom aux équations KZ (Khokhlov, Zabolotskaya) et KZK (Khokhlov, Zabolotskaya, Kuznetsov) destinées à décrire la propagation des ultrasons dans l'eau (sonar) et les tissus biologiques (diagnostic, méthodes thérapeutiques).

## Biographie
Evgenia Zabolotskaya passe sa thèse en acoustique à l'université d'État de Moscou en 1968 sous la direction de Rem Khokhlov. Après un passage à l'institut d'acoustique Andreev (en) elle revient à l'université de Moscou dans le département de biologie. En 1982 elle rejoint l'institut de physique générale de l'Académie des sciences de Russie.
Sa collaboration avec l'université du Texas à Austin l'amène à rejoindre cette université en 1991.
Elle quitte son poste en 2000 pour travailler chez MacroSonix Corporation à Richmond en Virginie. Elle prend sa retraite en 2015.

### Distinctions
- Prix d'État de l'URSS en 1985.
- Médaille d'argent de l'Acoustical Society of America en 2017[5].
- Citation du Women in Acoustics Committee en 2019[6].